# Jessica Reznicek
 (juin 2023).
 (juin 2023).
La mise en forme du texte ne suit pas les recommandations de Wikipédia : il faut le « wikifier ».
Les points d'amélioration suivants sont les cas les plus fréquents. Le détail des points à revoir est peut-être précisé sur la page de discussion.
- Les titres sont pré-formatés par le logiciel. Ils ne sont ni en capitales, ni en gras.
- Le texte ne doit pas être écrit en capitales (les noms de famille non plus), ni en gras, ni en italique, ni en « petit »…
- Le gras n'est utilisé que pour surligner le titre de l'article dans l'introduction, une seule fois.
- L'italique est rarement utilisé : mots en langue étrangère, titres d'œuvres, noms de bateaux, etc.
- Les citations ne sont pas en italique mais en corps de texte normal. Elles sont entourées par des guillemets français : « et ».
- Les listes à puces sont à éviter, des paragraphes rédigés étant largement préférés. Les tableaux sont à réserver à la présentation de données structurées (résultats, etc.).
- Les appels de note de bas de page (petits chiffres en exposant, introduits par l'outil «  Source ») sont à placer entre la fin de phrase et le point final[comme ça].
- Les liens internes (vers d'autres articles de Wikipédia) sont à choisir avec parcimonie. Créez des liens vers des articles approfondissant le sujet. Les termes génériques sans rapport avec le sujet sont à éviter, ainsi que les répétitions de liens vers un même terme.
- Les liens externes sont à placer uniquement dans une section « Liens externes », à la fin de l'article. Ces liens sont à choisir avec parcimonie suivant les règles définies. Si un lien sert de source à l'article, son insertion dans le texte est à faire par les notes de bas de page.
- La présentation des références doit suivre les conventions bibliographiques. Il est recommandé d'utiliser les modèles {{Ouvrage}}, {{Chapitre}}, {{Article}}, {{Lien web}} et/ou {{Bibliographie}}. Le mode d'édition visuel peut mettre en forme automatiquement les références.
- Insérer une infobox (cadre d'informations à droite) n'est pas obligatoire pour parachever la mise en page.

Pour une aide détaillée, merci de consulter Aide:Wikification.
Si vous pensez que ces points ont été résolus, vous pouvez retirer ce bandeau et améliorer la mise en forme d'un autre article.
 (juin 2023).
Pour les articles homonymes, voir Reznicek.
Jessica Rae Reznicek (née le 25 juillet 1981) est une ouvrière catholique et militante pour le climat de l'Iowa. Le 29 juin 2021, elle a été condamnée à passer huit ans en prison fédérale pour une série d'attaques sur le Dakota Access Pipeline.

## Jeunesse
Reznicek a grandi à Adel, puis à Perry. Elle a reçu une éducation catholique mais n'allait pas souvent à l'église une fois son enfance passée, jusqu'à ce qu'elle abandonne sa foi adolescente. Son père travaillait dans le département du shérif. Après le lycée, elle travailla en tant que conductrice de transpalette au centre de distribution de la chaine de supermarchés Hy-Vee et fût embauchée dans un country club. C'est là qu'elle rencontra son futur mari, qu'elle décrivit elle-même comme un "businessman millionaire". Pendant sa vingtaine, elle se maria avec ce pharmacien autour de Des Moines et se mit à étudier la science politique au Simpson College.

## Activisme

### Premières années d'activisme
Son activisme a commencé par un voyage dans le Colorado au milieu des années 2000  où elle a observé les ravages sur le sol provoqués par un projet de l'industrie pétrolière et gazière, décidant de fabriquer et d'afficher des panneaux de protestation devant l'opération. En 2011, Reznicek a rejoint le mouvement Occupy Wall Street. Elle est retournée dans l'Iowa trois semaines plus tard après avoir appris la constellation de manifestations qui s'organisaient à Des Moines. Lors de la manifestation Occupy Des Moines, elle a rencontré des membres du mouvement Catholic Worker et a été attirée par leur mission de justice sociale. Après les manifestations d'Occupy, Reznicek a emménagé dans la Rachel Corrie House, l'une des quatre maisons de ouvriers catholiques de Des Moines. Pendant ce temps, Reznicek a écrit pour Via Pacis, le périodique local des ouvriers catholiques, et a décrit son parcours, passant de femme au foyer et d'étudiante financièrement à l'aise à la recherche de son but spirituel en tant qu'activiste et ouvrière catholique.
À l'automne 2015, Reznicek a utilisé une subvention de 1 000 $ pour mener des recherches sur les contractuels militaires près d'Omaha. Lorsqu'elle a appris que Northrop Grumman développait le drone RQ-4 Global Hawk, elle a abandonné son projet de quitter les États-Unis et de se concentrer sur sa vie spirituelle. Au lieu de cela, elle a visité l'établissement le jour de la Fête des Saints Innocents, s'est présentée au garde de service, puis a brisé une fenêtre et une porte avec une masse. Une fois terminé, elle s'est agenouillée sur le trottoir en attendant son arrestation. Elle a purgé une peine de 72 jours de prison.
Au moment où elle a commis son premier incendie criminel en novembre 2016, elle faisait déjà partie du mouvement ouvrier catholique, du mouvement Ploughshares et d'autres mouvements militants catholiques depuis plus d'une décennie. Elle a participé à des manifestations dans le monde entier et a été expulsée d'Israël après avoir aidé des Palestiniens à planter des oliviers en terres occupées.

### Dakota Access Pipeline, arrestation et condamnation
Reznicek s'est opposée au Dakota Access Pipeline   et au printemps 2016, elle a commencé à marcher et à faire de l'auto-stop jusqu'à la réserve de Standing Rock pour se joindre aux manifestations contre celui-ci. Son implication consistait à s'attacher à l'équipement de construction utilisé pour creuser le tracé du pipeline. Au cours de ses actions militantes, elle a été arrêtée à plusieurs reprises. En août 2016, Reznicek a bloqué une route que des ouvriers du bâtiment utilisaient pour percer un trou sous le fleuve Mississippi. Elle a été arrêtée plus tard dans la journée et a passé la nuit en prison. Après avoir été libérée, elle a de nouveau bloqué la route et a passé une autre nuit en prison. Le troisième jour, elle s'installe sur un terrain attenant où d'autres la rejoignent dans les semaines suivantes.
En novembre 2016, Reznicek et sa collègue activiste et travailleuse catholique Ruby Montoya ont brûlé une section du pipeline sur un chantier à l'extérieur de Newell, Iowa, en perçant des trous dans des canettes de café, les remplissant d'huile à moteur, et les plaçant à l'intérieur des cabines de machines après avoir été allumées. Reznicek et Montoya ont tenu une conférence de presse en juillet 2017, au cours de laquelle elles ont annoncé qu'elles avaient saboté le pipeline pendant plusieurs années. Entre mars et mai 2017, Reznicek a utilisé des chalumeaux à oxyacétylène et des chiffons imbibés d'essence pour endommager ou détruire d'autres sections du pipeline autour de l'Iowa et du Dakota du Sud. On estime que leurs actions ont coûté 6 millions de dollars de dégâts en arrêtant 30 millions de barils de pétrole.
Reznicek a été inculpée par un grand jury en 2019 pour neuf accusations criminelles fédérales, dont 11 incendies. Après son inculpation, elle a regretté de ne pas avoir fait plus pour essayer d'arrêter le pipeline. Elle a accepté un accord de plaidoyer dans lequel elle a plaidé coupable à un seul chef d'accusation d'avoir endommagé une installation énergétique. Elle a été condamnée à huit ans de prison fédérale et condamnée à payer 3,2 millions de dollars en dédommagement.